# Ramón Vargas

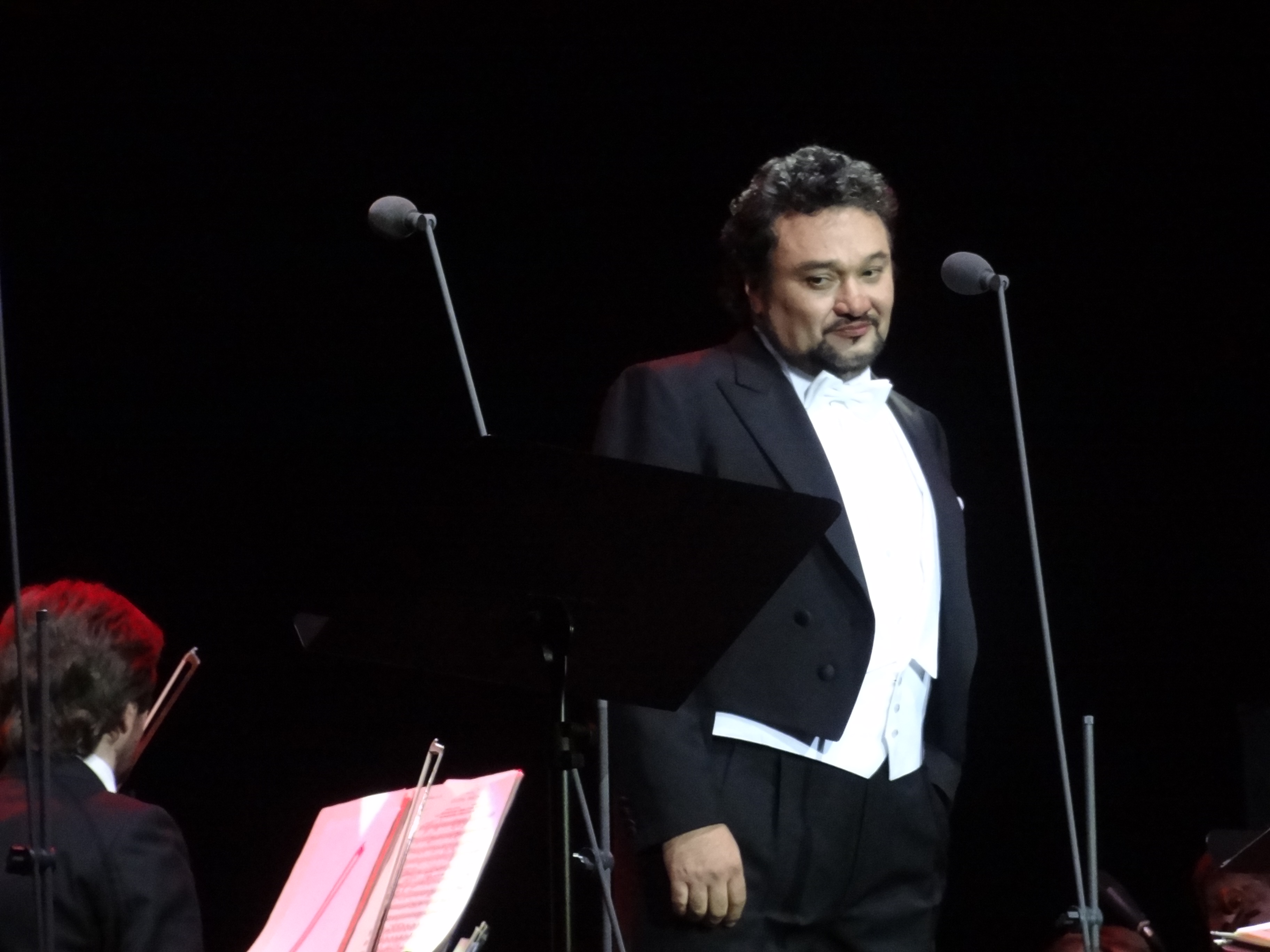
Ramón Vargas

Ramón Vargas (* 11. September 1960 in Mexiko-Stadt) ist ein mexikanischer Opernsänger (Tenor).

## Leben
Vargas ist als Opernsänger in vielen großen Häusern aufgetreten: an den Staatsopern in München und Wien, dem Covent Garden in London, in der Scala in Mailand, dem Teatro Colón in Buenos Aires, an der New Yorker Met, Lyric Opera Chicago, Grand Opera Houston sowie Opera Los Angeles. Bekannt wurde er vor allem mit der Interpretation von Partien aus Verdi, Puccini, Massenet, Gounod, Tschaikowski, Strawinski, Rossini, Bellini und Donizetti.
Stationen in seinem musikalischen Leben waren: der Knabenchor der Basilika von Guadalupe, das Cardenal-Miranda-Institut (Lehrerstudium), der 1. Preis 1982 im nationalen Carlo-Morelli-Wettbewerb, daraufhin das Debüt im Opernhaus von Mexiko-Stadt mit Verdis Falstaff. 1986 gewann er den Caruso-Wettbewerb in Mailand. Es folgten das Opernstudio der Wiener Staatsoper, Luzern, Zürich, Marseille, die Wiener Staatsoper und die Opéra de Bastille in Paris.
1992 erfolgte sein Debüt an der New Yorker Metropolitan Opera, wo er für den erkrankten Luciano Pavarotti in der Rolle des Edgardo in Donizettis Lucia di Lammermoor einsprang. 1993 debütierte er an der Mailänder Scala als Fenton in Verdis Falstaff, dirigiert von Riccardo Muti. Bei den Salzburger Festspielen war er in der Titelrolle von Mozarts Idomeneo zu sehen. 2010 gab er an der Bayerischen Staatsoper den Giasone in Johann Simon Mayrs Medea in Corinto. 2013/14 war Vargas an der Wiener Staatsoper in Don Carlo (Don Carlo), Un ballo in maschera (Gustaf III.), Manon (Chevalier Des Grieux) sowie La Bohème (Rodolfo) besetzt.
Vargas lebt mit seiner Frau Amalia sowie seinen zwei Söhnen, Fernando und Rodrigo, in Wien.

## Repertoire (Auswahl)
- Mayr:
  - Medea in Corinto – Giasone
- Bellini:
  - I Capuleti e i Montecchi – Tebaldo
- Donizetti:
  - L’elisir d’amore – Nemorino
  - Lucia di Lammermoor – Edgardo
  - Roberto Devereux – Roberto Devereux
  - La favorita – Fernando
  - Maria Stuarda – Leicester
- Gounod:
  - Faust – Faust
- Massenet:
  - Werther – Werther
  - Manon – Chevalier Des Grieux
- Mozart:
  - La clemenza di Tito – Tito
  - Idomeneo – Idamante, Idomeneo
  - Die Zauberflöte – Tamino
  - Don Giovanni – Don Ottavio
- Offenbach:
  - Hoffmanns Erzählungen – Hoffmann
- Puccini:
  - La Bohème
- Rossini:
  - Maometto secondo – Paolo Erisso
  - Il turco in Italia – Don Narciso
  - Il viaggio a Reims – Belfiore
  - La Cenerentola – Don Ramiro
  - Il barbiere di Siviglia – Graf Almaviva
  - Tancredi – Argirio
- Tchaikovsky:
  - Eugen Onegin – Lenski
- Stravinski:
  - The Rake’s Progress
- Verdi:
  - Don Carlo – Don Carlo
  - La traviata – Alfredo
  - Rigoletto – Herzog von Mantua
  - Un ballo in maschera – Riccardo
  - Falstaff – Fenton

## Auszeichnung, Ehrungen, Preise
- Berufstitel Österreichischer Kammersänger (2008)[2]
- Premio del Belcanto Rodolfo Celletti, Festival della Valle d’Itria (2017)